# Cheiracanthium impressum
Cheiracanthium impressum är en spindelart som beskrevs av Tord Tamerlan Teodor Thorell 1881. Cheiracanthium impressum ingår i släktet Cheiracanthium och familjen sporrspindlar.
Artens utbredningsområde är Queensland. Inga underarter finns listade i Catalogue of Life.